# Daniten
Als Daniten, auch Söhne Dans oder die Zerstörenden Engel, wird ein Geheimbund bezeichnet, der im 19. Jahrhundert im Zusammenhang mit der Kirche Jesu Christi der Heiligen der letzten Tage stand. Er soll hauptsächlich für die Ausführung der von Brigham Young entwickelten Lehre der Blutsühne zuständig gewesen sein. Eine weitere Aufgabe sei die Bekämpfung von Feinden der Kirche und von Abtrünnigen gewesen. Das gewöhnliche Mitglied der Kirche habe jedoch keine Kenntnis von der Existenz einer solchen innerkirchlichen geheimen Organisation gehabt.
Sicher ist, dass die Daniten im Jahre 1837 von David Patten und Sampson Avard gegründet und geführt wurden. Nach einer Aussage von Sampson Avard, der wenig später aus der Kirche ausgeschlossen wurde, soll Joseph Smith der maßgebliche Drahtzieher im Hintergrund für Vergeltungsmaßnahmen der Daniten gegen Feinde der Kirche gewesen sein.
Auch unter der Führung Brigham Youngs sei der Geheimbund der Daniten aufrechterhalten und von der Kirchenführung unterstützt worden. Kritiker der Kirche ziehen Zitate Brigham Youngs heran, womit sie belegen wollen, dass er die verbrecherischen Taten der Daniten billigte und sogar damit „Feinde“ der Kirche einschüchtern wollte.
Der berühmteste Danite war Bill Hickman, der mit seiner bei einem Rechtsanwalt hinterlegten Autobiographie den stärksten Beweis dafür lieferte, dass diese Mörderbanden im Auftrag der Kirchenführung tatsächlich bestanden.
Auch bei der Planung und Ausführung des Mountain-Meadows-Massakers sollen die Daniten  beteiligt gewesen sein. Als Rädelsführer wurde das mutmaßliche Daniten-Mitglied John D. Lee zum Tode verurteilt und 1877 am Ort des Massakers hingerichtet.